# 疯子尊严
疯子尊严（Mad Pride）是一场心理健康服务的施予者、使用者以及他们的同盟者参与的大众运动。1993年9月18日，一群加拿大多伦多的被界定为精神病生存者的人组织了名为“精神病生存者尊严日”的活动，这是人们所知的最早的疯子尊严活动。举办这场活动是为了反击本地社群对有精神病史者的歧视。自此以后（除1996年外），该市每年都举办一次庆祝活动。1990年代末期伦敦以及全球都爆发了类似的运动。从澳大利亚到南非和美国，据国际精神自由组织的数据，参与者有数千人。
疯子尊严活动家希望纠正对“疯子”、“精神病人”等词汇的滥用。通过大众媒体，活动家们对公众进行再教育，让他们了解精神障碍等等议题。该运动的创始人之一皮特·肖内西后来死于自杀。 其他的创始者有罗伯特·德拉尔和“畸形的菲尔”·墨菲等。《疯子尊严：疯狂文化的庆祝》（Mad Pride: A Celebration of Mad Culture）一书记录了运动的早期情况。

## 历史
疯子尊严运动是随着2000年出版的一本书——《疯子尊严：疯狂文化的庆祝》而发动的。2008年5月11日，加布里埃尔·格拉泽在《纽约时报》报道了这场运动。格拉泽称：“就像同性恋活动家要求将酷儿作为一种荣誉而不是诋毁那样，这些提倡者骄傲的自称疯子；他们说他们的状态并不妨碍他们成为有益的生命。”后来《赫芬顿邮报》也提到了这场运动。

## 疯人文化及活动

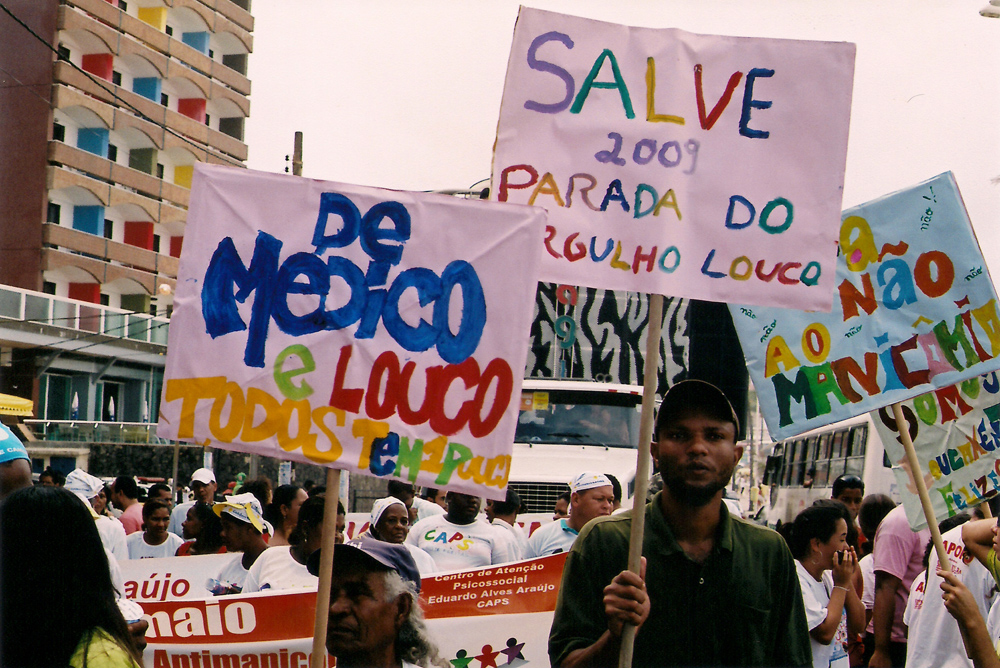
2009年巴西萨尔瓦多的疯子尊严游行

疯子尊严运动在多伦多、伦敦和全世界其他许多城市发起了文化活动。这些活动包括音乐、诗朗诵、电影放映、街头剧，比如“推床”游行，以提高大家对治疗选择的低级、精神病院中普遍存在的强制治疗的认识。文艺界名人如英国共和主义者乔纳森·弗里德兰以及通俗小说家克莱尔·艾伦都写过关于该运动的评论。疯子尊严文化产品有多种形式，比如南伦敦艺廊创造之路（Creative Routes）、金华鼠出版公司（Chipmunka Publishing enterprise）、以及多莉·森的许多作品。

### 推床游行
疯子尊严周是多伦多正式宣布的庆祝活动。其中的疯子！尊严（MAD! Pride）推床游行引人注目。伦敦每年也要举行好几次推床活动。